# 罗森堡伯爵克里斯蒂安
罗森堡伯爵克里斯蒂安（丹麥語：Christian, Greve af Rosenborg；1942年10月22日—2013年5月21日），本名克里斯蒂安·弗雷德里克·弗朗茨·克努兹·哈拉尔·卡尔·奥卢夫·古斯塔夫·格奥尔·埃里克（丹麥語：Christian Frederik Franz Knud Harald Carl Oluf Gustav Georg Erik）。出生于索尔根弗里，是克里斯蒂安十世次子克努茲王子之次子，玛格丽特二世女王的堂弟。

## 婚姻与家庭
1971年2月27日，在灵比与安妮-多西·马尔托夫特-尼尔森结婚，二人婚后有三女：
- 约瑟芬·卡洛琳·伊丽莎白（Josephine Caroline Elisabeth，1972年10月29日－）；
- 卡米拉·亚历山德琳·克里斯汀（Camilla Alexandrine Cristine，1972年10月29日－）；
- 费奥多拉·马蒂尔德·海伦娜（Feodora Mathilde Helena，1975年2月27日－）。